# Джанайский сельсовет
Джанайский сельсовет — административно-территориальная единица и муниципальное образование (сельское поселение) в Красноярском районе Астраханской области Российской Федерации.
Административный центр — село Джанай.

## География
Сельсовет расположен в Красноярском районеАстраханской области, в дельте реки Волга на равнинной местности в Прикаспийской низменности. Граничит на западе граничит с Сеитовским, на северо-востоке — с Аксарайским, на юге-западе — Бузанским, на юге — с Байбекским сельсоветами.
Всего земельный фонд муниципального образования «Джанайский сельсовет» составляет 6850 га, в том числе: земли сельскохозяйственного назначения — 5736 га, земли сельскохозяйственных угодий — 5100 га (из них: пашни — 126 га, сенокосы — 2050 га пастбища — 2923 га). Имеется водный фонд — 728 га, лесной фонд — 159 га.
Подъездные дороги с твёрдым покрытием с выходом на трассу Астрахань — Красный Яр. Ближайшая железнодорожная станция — ст. Аксарайская Приволжской железной дороги (25 км).

## История
Сельсовет образован в 1918 году в составе Хожетаевской волости Красноярского района Астраханской губернии, с 1920 года — в составе Сеитовской волости, с июля 1925 года — непосредственно в составе Красноярского района Астраханской губернии, с 1928 по 1930 гг. — в составе Астраханского округа Нижне-Волжского края, с 1930 по 1934 гг. — в составе Астраханского межрайона Нижне-Волжского края; с 1934 по 1937 гг. — в составе Астраханского межрайона Сталинградского края; с 1937 по 1943 гг. — в составе Астраханского округа Сталинградской области; с 27 декабря 1943 года — в составе Астраханской области.
В 1954 году в Джанайский сельсовет был включён упразднённый Хожетаевский сельсовет. В 1960 году также был влит бывший Ясын-Соканский сельсовет.
Статус и границы сельского поселения установлены Законом Астраханской области от 6 августа 2004 года № 43/2004-ОЗ «Об установлении границ муниципальных образований и наделении их статусом сельского, городского поселения, городского округа, муниципального района».
В 2016 году к Джанайскому сельсовету была отнесена территория упразднённого посёлка Аксарайский и его сельсовета.

## Население
| 2010  | 2012  | 2013  | 2014  | 2015  | 2016  | 2017  |
| ----- | ----- | ----- | ----- | ----- | ----- | ----- |
| 1482  | ↗1527 | ↗1533 | ↗1540 | ↘1538 | ↗1549 | ↗1561 |
| 2018  | 2019  | 2020  | 2021  |       |       |       |
| ↘1538 | ↘1533 | →1533 | ↘1505 |       |       |       |

### Национальный состав
Преобладают ногайцы — 85,2 % (коренные жители населенных пунктов), казахи — 12,6 %, татары — 0,34 %.

## Состав
| № | Населённый пункт | Тип населённого пункта       | Население |
| - | ---------------- | ---------------------------- | --------- |
| 1 | Вятское          | село                         | ↘17       |
| 2 | Джанай           | село, административный центр | ↗844      |
| 3 | Подчалык         | посёлок                      | →33       |
| 4 | Хожетаевка       | село                         | ↗15       |
| 5 | Ясын-Сокан       | село                         | ↘622      |

## Экономика
На территории сельсовета находятся одно сельхозпредприятие, 337 личных подсобных хозяйств, рыболовецкий колхоз «Заветы Ильича» (добыча и переработка рыбы, растениеводство, животноводство).
Открыты магазины: в селе Джанай — 4, в селе Ясын-Сокан — 2.

## Объекты социальной сферы
На территории муниципального образования функционируют два фельдшерско-акушерских пункта в селах Джанай и Ясын-Сокан. В населенных пунктах Джанай и Ясын-Сокан имеются Дома культуры на 155 мест, библиотеки.
В селе Джанай в 2010 году введено в эксплуатацию новое здание школы на 198 мест. Детские сады сел Джанай и Ясын-Сокан в 2009 году вошли в состав МБОУ «Джанайская ООШ» как дошкольные группы.